# NGC 2874
NGC 2874 este o galaxie LINER situată în constelația Leul. A fost descoperită în 15 martie 1784 de către William Herschel.